# The Adventure of the Wrong Santa Claus
The Adventure of the Wrong Santa Claus è un cortometraggio muto del 1914 diretto da Charles M. Seay (non accreditato).
Dodicesimo e ultimo episodio del serial Octavius, the Amateur Detective.

## Trama
I Randall, una famiglia amica di Octavius, invitano per Natale l'investigatore dilettante chiedendogli di impersonare Santa Klaus. Octavius porta con sé il proprio costume, benché la signora Randall si sia premurata di fornirgliene uno. Un ladro, che si introduce nella residenza dei Randall, si traveste con questo secondo costume, mette al tappeto Octavius e fa man bassa in casa, rubando i regali di Natale. L'investigatore adesso è determinato a beccare il malvivente.

## Produzione
Il film fu prodotto dalla Edison Company.

## Distribuzione
Distribuito dalla General Film Company, il film - un cortometraggio in una bobina - uscì nelle sale cinematografiche statunitensi il 19 dicembre 1914.